# Министерство культуры Сирии
Министерство культуры Сирии — правительственное министерство Сирийской Арабской Республики, ответственное за вопросы культуры в стране.

## Министры культуры
- Наджах аль-Аттар (1976—2000)
- Маха Канут (2000 — 13 декабря 2001)
- Наджва Кассаб Хасан (13 декабря 2001 — 10 сентября 2003)
- Махмуд аль-Сайед (10 сентября 2003 — 21 февраля 2006)
- Рияд Наасана Ага (21 февраля 2006 — 3 октября 2010)
- Риад Исмат (3 октября 2010 — 29 марта 2010) (14 апреля 2011 — 23 июня 2012)
- Лубана Мшавех (23 июня 2012 — 27 августа 2014)
- Иссам Халил (27 августа 2014 — 27 июля 2016)
- Мухаммед аль-Ахмед (27 июля 2016 — 30 августа 2020)
- Лубана Мшавех (30 августа 2020 — 23 сентября 2024)
- Диала Баракат (23 сентября — 8 декабря 2024)[1]
- Мухаммед Салех (с 29 марта 2025)